# Simon Balázs (költő)
Simon Balázs (1966. november 6. – 2001. június 12.) magyar író, költő.

## Élete
Simon Balázs 1966-ban született. Édesapja Simon Róbert, neves orientalista, a Korán magyar fordítója, édesanyja Prileszky Csilla, a teljes Ezeregyéjszaka modern magyar fordítója. A József Attila Gimnázium elvégzése után az Eötvös Loránd Tudományegyetem Bölcsészettudományi Karára járt, magyar-latin-ógörög szakon diplomázott. Első önálló kötete, a Minerva baglyát faggatom mégis 1992-ben jelent meg. Ezt követően rendszeresen publikált folyóiratokban (Jelenkor, Élet és Irodalom). A kilencvenes évek elején agytumort diagnosztizáltak nála, és bár sikeres műtéten esett át, a halálközelség meghatározó élmény lett költészetében. 2001-ben halt meg, 35 évesen. Több posztumusz kötete jelent meg.

## Személyisége
Simon Balázs rendkívül intenzív ember volt: barátaihoz nagyon szorosan kötődött, de sokan nem kedvelték. Véleményét kendőzetlenül és kíméletlenül fogalmazta meg, ezzel sokakat megbántott. Ugyanez az intenzitás költészetében kivételes fegyelemmel és pontossággal párosult, talán művészetének titka, hogy magával szemben sem ismert kompromisszumot. Magát elsősorban írónak tekintette, noha szinte kizárólag verseket írt, mivel a „költőség” puhány konnotációt nem kedvelte. A fizikai erőnek nagy jelentőséget tulajdonított (ezzel is szembemenve a bölcsész sztereotípiákkal), időnként nem habozott verekedésbe keveredni.
Különös természete ellenére számos barátja volt ismert írók között. Péterfy Gergellyel még gimnázium óta ápolt barátságot, egyetemre is együtt jártak, hasonlóan Jánossy Lajoshoz. G. István László élete utolsó éveiben volt szoros barátja. Márton László Simon pályafutását tizenkilenc éves kora óta követte és segítette.

## Művei
- Minerva baglyát faggatom mégis, versek (Liget, 1992) ISBN 9637907033
- Nimród. Eposz; JAK–Pesti Szalon, Bp., 1994 (JAK) ISBN 9638340592
- A mi lakománk – Lectisternium, versek (Jelenkor, 1996) ISBN 9636760381
- Makdír, versek (Liget, 1997) ISBN 9637907645
- A terep, versek (Jelenkor, 1998) ISBN 963676140X
- Például a galamb, versek (Jelenkor, 2000) ISBN 9636762279
- Parafakönyv. Naplóregény; Jelenkor, Pécs, 2002 ISBN 9636763038
- Halálgondola, versek (Jelenkor, 2003) ISBN 9636763216
- A másik mondat. Elbeszélések; sajtó alá rend. G. István László, Hajdu Péter, Murányi Yvett; Jelenkor, Pécs, 2008 ISBN 9789636764227
- Összegyűjtött versek; szerk. Szenderák Bence; Jelenkor, Bp., 2021

## Kritikai fogadtatása
Költészetének fogadtatása ellentmondásos volt. Mindenki elismerte kivételes műveltségét, a műveiben megjelenő hatalmas ismeretanyagot. Ugyanakkor ez fanyalgást is kiváltott: többen érthetetlennek minősítették művészetét.
A befogadási-értelmezési nehézségeket csak növelte, hogy Simon nem tartozott irodalmi irányzathoz, költészetének kapcsolódási pontjaiból alapvetően hiányzott a magyar irodalom, a kortárs magyar irodalomról nem is beszélve.
Paradox módon halála segít olvasóinak a tájékozódásban: az addig nehezen kapcsolható művek értelmezési keretet nyertek Egy új bölcsészkari folyóirat, a Puskin utca 2007-es indulását egy Simon Balázs-emlékszámnak szentelte.

## Díjai
- Móricz Zsigmond-ösztöndíj (1994)
- Bródy Sándor-díj (1995)